# Častuška

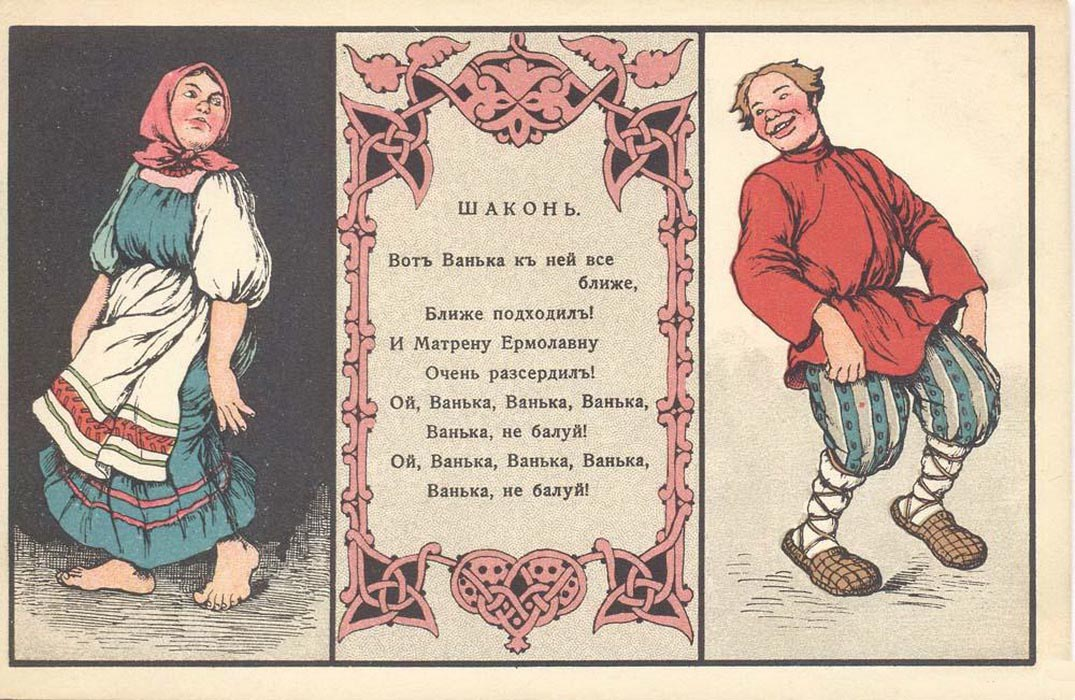
Jevgenij Sokolov (1880–1949): Ilustrace k častušce

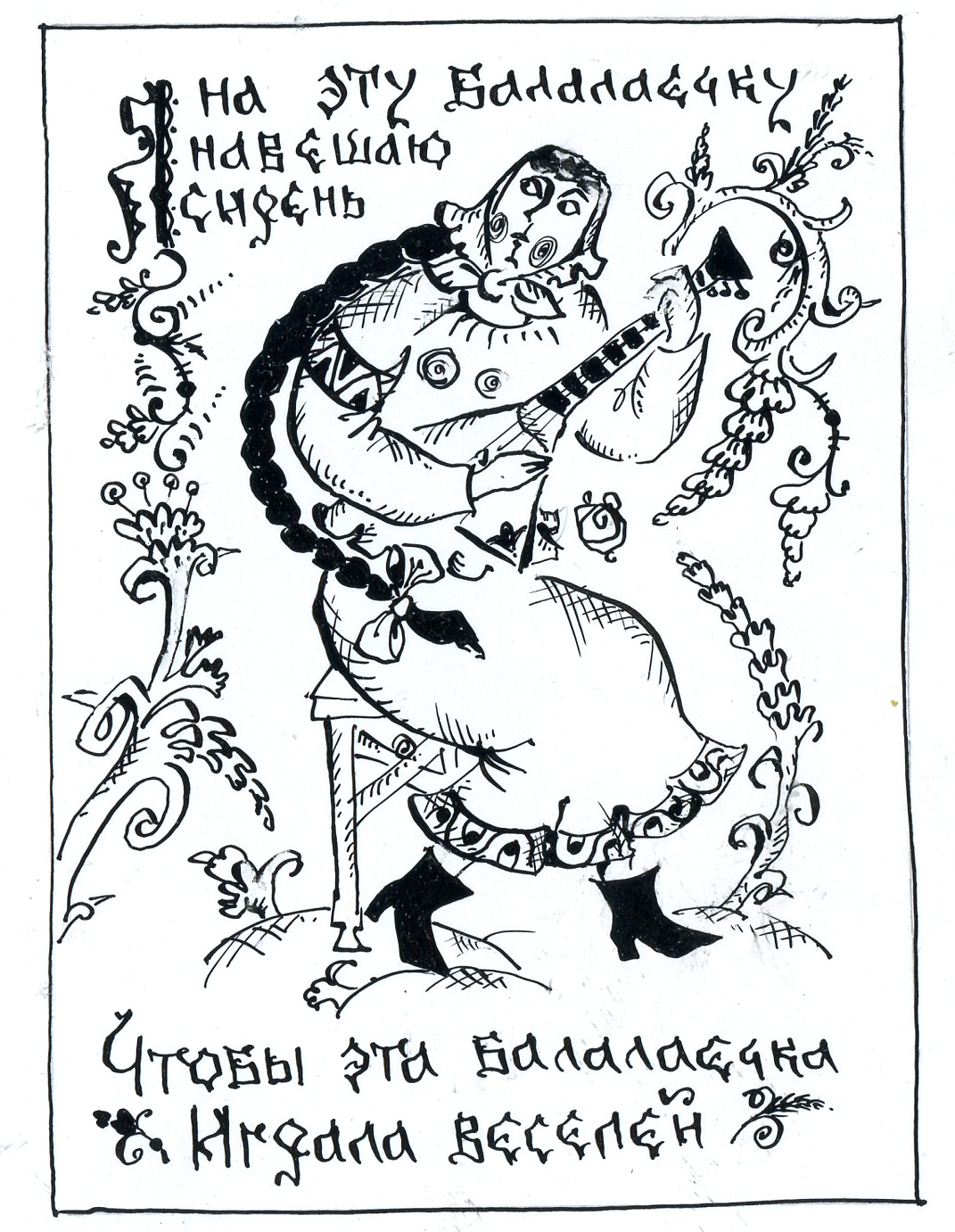
A. G. Vorona: Grafika na téma častušky

Častuška je krátká ruská lidová báseň, potažmo píseň. Častušky se rozšířily hlavně ve 2. polovině 19. století. Původně měly obsah zejména milostný, později hojně humoristický a satirický, v sovětské éře často propagandistický. V různých variacích si žánr oblibu uchovává dodnes.
Častuška se obvykle skládá ze čtyř vět. Většinou má rýmovou strukturu a-b-a-b, a-b-c-b méně často a-a-b-b, čímž má velmi blízko k limeriku, poetickému útvaru oblíbenému zejména v Anglii (ten má rýmovou strukturu a-a-b-b-a). Slovo častuška je odvozeno od ruského slova častyj, tedy častý, což pravděpodobně upozorňovalo na časté opakování refrénu. Je ovšem také možné, že to souvisí s druhým významem slova, tedy „rychlý“, což by odkazovalo k rychlému zpěvu častušky. V písňové formě byla častuška povětšinou doprovázena balalajkou nebo tahací harmonikou.